# Административно-территориальное деление Косова
Административно-территориальное деление территории исторических областей Косова и Метохии, объединённых в единую политико-территориальную единицу, являющуюся предметом спора между частично признанной Республикой Косово и Сербией, включает два уровня: округа и общины. Системы административно-территориального деления территории в Республике Косово и Сербии отличаются.

## Округа
Согласно административно-территориальному делению Сербии, территория автономного края Косово и Метохия разделена на 5 округов, согласно административно-территориальному делению Республики Косово территория Республики Косово разделена на 7 округов.
| Деление на округа согласно административно-территориальному делению Сербии | Деление на округа согласно административно-территориальному делению Республики Косово |
| -------------------------------------------------------------------------- | ------------------------------------------------------------------------------------- |
|                                                                            |                                                                                       |

Общим, и в сербской, и в албанской, системе административных округов является только один Косовско-Митровицкий округ. Остальные округа Косова и Метохии были преобразованы и частично изменены. Также было создано два новых округа.
| Округ согласно административно-территориальному делению Сербии | Округ согласно административно-территориальному делению Сербии | Округ согласно административно-территориальному делению Республики Косово | Округ согласно административно-территориальному делению Республики Косово | Отличия округов |
| -------------------------------------------------------------- | -------------------------------------------------------------- | ------------------------------------------------------------------------- | ------------------------------------------------------------------------- | --- |
| Косовско-Митровицкий округ                                     |                                                                | Косовско-Митровицкий округ                                                |                                                                           | |
| Косовский округ                                                |                                                                | Приштинский округ                                                         |                                                                           | Косовский округ был разделён на две части. Южные общины Урошевац, Штимле, Штрпце и Качаник вошли в состав Урошевацкого округа. В состав Приштинского округа вошла община Ново-Брдо. |
| Косовский округ                                                | Урошевацкий округ                                              |                                                                           |                                                                           | Косовский округ был разделён на две части. Южные общины Урошевац, Штимле, Штрпце и Качаник вошли в состав Урошевацкого округа. В состав Приштинского округа вошла община Ново-Брдо. |
| Косовско-Поморавский округ                                     |                                                                | Гниланский округ                                                          |                                                                           | Округ переименован и из его состава в Приштинский округ выведена община Ново-Брдо.                                                                                                  |
| Печский округ                                                  |                                                                | Печский округ                                                             |                                                                           | Из состава округа выведены общины Дечани и Джяковица. |
| Печский округ                                                  | Джаковицкий округ                                              |                                                                           | Новый округ, образованный из общин Дечани, Джяковица и Ораховац.          | |
| Призренский округ                                              | Джаковицкий округ                                              |                                                                           | Новый округ, образованный из общин Дечани, Джяковица и Ораховац.          | |
| Призренский округ                                              |                                                                | Из состава округа выведена община Ораховац.                               |                                                                           | |

## Общины
С приходом к власти албанцев и объявлением ими независимости от Сербии, среди общин также произошли частичные изменения: было образовано 8 относительно небольших по территории общин с преобладанием сербского населения. Эти новые общины, которые не соответствуют закону «О территориальной организации Республики Сербия» от 27 декабря 2007 года, не признаются центральной властью Сербии.
| Общины             | Округа согласно «сербскому» делению | Округа согласно «албанскому» делению | Отличия «албанских» общин от «сербских»                                                                |
| ------------------ | ----------------------------------- | ------------------------------------ | --- |
| Витина             | Косовско-Поморавский округ          | Гниланский округ                     | 4 сербских села выделены в отдельную общину Клокот                                                     |
| Вучитрн            | Косовско-Митровицкий округ          | Косовско-Митровицкий округ           | |
| Глоговац           | Косовский округ                     | Приштинский округ                    | часть территории общины в 2000 году передана в состав общины Малишево                                  |
| Гнилане            | Косовско-Поморавский округ          | Гниланский округ                     | 3 сербских села выделены в отдельную общину Партеш                                                     |
| Гора               | Призренский округ                   |                                      | включена в состав общины Драгаш                                                                        |
| Дечани             | Печский округ                       | Джаковицкий округ                    | в 2008 году из части общины образована община Юник                                                     |
| Джаковица          | Печский округ                       | Джаковицкий округ                    | |
| Звечан             | Косовско-Митровицкий округ          | Косовско-Митровицкий округ           | |
| Зубин-Поток        | Косовско-Митровицкий округ          | Косовско-Митровицкий округ           | |
| Исток              | Печский округ                       | Печский округ                        | |
| Качаник            | Косовский округ                     | Урошевацкий округ                    | |
| Клина              | Печский округ                       | Печский округ                        | часть территории общины в 2000 году передана в состав общины Малишево                                  |
| Косово-Поле        | Косовский округ                     | Приштинский округ                    | 2 сербских села в 2008 году выделены в отдельную общину Грачаница                                      |
| Косовска-Каменица  | Косовско-Поморавский округ          | Гниланский округ                     | 13 сербских сёл выделены в отдельную общину Ранилуг                                                    |
| Косовска-Митровица | Косовско-Митровицкий округ          | Косовско-Митровицкий округ           | |
| Лепосавич          | Косовско-Митровицкий округ          | Косовско-Митровицкий округ           | |
| Липлян             | Косовский округ                     | Приштинский округ                    | 8 сербских сёл в 2008 году выделены в отдельную общину Грачаница                                       |
| Ново-Брдо          | Косовско-Поморавский округ          | Приштинский округ                    | |
| Обилич             | Косовский округ                     | Приштинский округ                    | |
| Ораховац           | Призренский округ                   | Джаковицкий округ                    | часть территории общины в 2000 году передана в состав общины Малишево                                  |
| Печ                | Печский округ                       | Печский округ                        | |
| Подуево            | Косовский округ                     | Приштинский округ                    | |
| Призрен            | Призренский округ                   | Призренский округ                    | сербское село Мамуша выделено в отдельную общину Мамуша                                                |
| Приштина           | Косовский округ                     | Приштинский округ                    | 5 сербских сёл и часть 1 села в 2008 году выделены в отдельную общину Грачаница                        |
| Србица             | Косовско-Митровицкий округ          | Косовско-Митровицкий округ           | |
| Сува-Река          | Призренский округ                   | Призренский округ                    | часть территории общины в 2000 году передана в состав общины Малишево                                  |
| Урошевац           | Косовский округ                     | Урошевацкий округ                    | |
| Штимле             | Косовский округ                     | Урошевацкий округ                    | |
| Штрпце             | Косовский округ                     | Урошевацкий округ                    | |
| Драгаш             |                                     | Призренский округ                    | Образована путём объединения общины Гора и общины Ополье, которая с 1992 была в составе общины Призрен |
| Малишево           |                                     | Призренский округ                    | Вновь сформирована в 2000 году из частей общин Клина, Ораховац, Глоговац и Сува-Река                   |
| Ранилуг            |                                     | Гниланский округ                     | 13 сербских сёл выделены в отдельную общину из общины Косовска-Каменица в 2008.                        |
| Партеш             |                                     | Гниланский округ                     | 3 сербских села выделены в отдельную общину из общины Гнилане в 2008.                                  |
| Мамуша             |                                     | Призренский округ                    | сербское село выделено в отдельную общину из общины Призрен в 2008.                                    |
| Клокот             |                                     | Гниланский округ                     | 4 сербских села выделены в отдельную общину из общины Витина в 2008.                                   |
| Юник               |                                     | Джаковицкий округ                    | выделена в отдельную общину из общины Дечани в 2008.                                                   |
| Грачаница          |                                     | Приштинский округ                    | выделена в отдельную общину из сербских сёл общин Липлян, Косово-Поле и Приштина в 2008.               |

Другие общины, существовавшие на территории Косова:
1. Дженерал-Янкович — в 2005—2008 годах